# Dialeurolobus
Dialeurolobus is een geslacht van halfvleugeligen (Hemiptera) uit de familie witte vliegen (Aleyrodidae), onderfamilie Aleyrodinae.
De wetenschappelijke naam van dit geslacht is voor het eerst geldig gepubliceerd door Danzig in 1964. De typesoort is Dialeurolobus pulcher.

## Soorten
Dialeurolobus omvat de volgende soorten:
- Dialeurolobus erythrinae (Corbett, 1935)
- Dialeurolobus pulcher Danzig, 1964
- Dialeurolobus rhamni Bink-Moenen in Bink-Moenen & Gerling, 1992